# Bibliothèque de l'École des chartes
Ne doit pas être confondu avec la bibliothèque de l'École nationale des chartes.
Pour les articles homonymes, voir BEC.
La Bibliothèque de l'École des chartes (abrégé en « BEC » ou « BECh ») est une revue historique française.
Fondée en 1839, elle est une des plus anciennes revues scientifiques françaises. Ses publications sont essentiellement axées vers les sciences auxiliaires de l'histoire.

## Description
Une des plus anciennes revues scientifiques françaises, la Bibliothèque, de l'École des chartes est publiée par la Société de l'École des chartes depuis novembre 1939,. Bien qu'elle ne dépende pas directement de l'École des chartes et que ses pages soient ouvertes à tous les chercheurs, elle est considérée comme la tribune de la recherche chartiste.
Les articles sont consacrés « à l'étude critique et à l'exploitation des matériaux de l'histoire », c'est-à-dire à l'histoire et à ses sources, à la diplomatique, l'archivistique, la paléographie, la philologie ou l'histoire du livre.
Deux livraisons sont publiées chaque année. Elles contiennent des articles, des comptes-rendus d'ouvrages et des informations sur les chartistes, au cours de l'année écoulée. Depuis 1995, une des deux livraisons annuelles est entièrement consacrée à un thème, alors que l'autre est constituée de mélanges. Des tables sont régulièrement publiées.
La revue est diffusée par la librairie Droz de Genève depuis 1966.
Les numéros anciens de la revue (depuis 1840) ont été numérisés jusqu'à l'année N-10. Ils sont disponibles, ainsi que l'index des auteurs, sur le portail Persée .

## Direction
- [1839… 1971]
- 1971 : Bernard Barbiche (1937-) ;
- 1982 : Emmanuel Poulle (1928-2011) ;
- 1995 : Olivier Guyotjeannin (1959-)[7] ;
- 2005 : Olivier Poncet (1969-) et Marc Smith (1963-)[8] ;
- 2014 : Cédric Giraud (1977-) ;
- 2020 - (en cours) : David Feutry (1983-)

### Note
1. ↑  Le terme a le sens spécialisé de « série, collection d'ouvrages publiés chez un même éditeur et présentant un caractère commun ».